# Il mistero della rupe
Il mistero della rupe (Le Mystère des roches de Kador) è un film muto del 1912 diretto da Léonce Perret che interpreta anche la parte del malvagio protagonista, il conte di Kéranic.

## Trama
1. Prologo: Le Testament du Marquis de Kéranic
2. Prima parte: Un été en Bretagne
3. Seconda parte:
4. Epilogo:

Per impadronirsi del patrimonio di sua cugina Suzanne, di cui è anche il tutore, Fernand de Keranic organizza un piano per uccidere la ragazza. Il piano fallisce, ma la giovane - a causa dell'attentato - perde la memoria. Un medico che l'ha in cura suggerisce l'idea di ricostruire la scena del crimine, di filmare il succedersi dei fatti e di mostrare poi il film a Suzanne. Lo choc potrebbe risvegliare i suoi ricordi e restituirle la memoria.

## Produzione
Il film fu prodotto dalla Société des Etablissements L. Gaumont e fu girato in Bretagna, a Pointe du Kador conosciuto per le sue falaises

## Distribuzione
Distribuito in sala dalla Société des Etablissements L. Gaumont, il film uscì in Francia il 1º dicembre 1912.

### Date di uscita
IMDb
- Francia	1º dicembre 1912

Alias
- Het geheim van de rotsen van Kador	Paesi Bassi